# Patrick Baumann (działacz sportowy)
Patrick Baumann (ur. 5 sierpnia 1967 w Bazylei, zm. 14 października 2018 w Buenos Aires) – szwajcarski prawnik i działacz sportowy, w latach 2003–2018 sekretarz generalny FIBA.

## Życiorys
Urodził się w Bazylei. Od młodości związany był z koszykówką – sport ten uprawiał jako zawodnik, a później był również trenerem, sędzią i instruktorem sędziowskim. Z wykształcenia był prawnikiem, ukończył studia na Uniwersytecie w Lozannie, kształcił się też na University of Lyon oraz University of Chicago. W latach 1990–1991 pracował jako prawnik w departamencie zagranicznym policji w Lozannie, a w latach 1991–1993 w Swiss Bank Corporation. Od 1994 związany z Fédération Internationale de Basketball (FIBA) – początkowo jako prawnik, a od 1995 jako zastępca sekretarza generalnego. W 2002 został jednogłośnie powołany na stanowisko sekretarza generalnego FIBA (jako trzeci działacz w historii – wcześniej funkcję tę pełnili Renato William Jones i Borislav Stanković), oficjalnie obejmując ją w 2003 roku. Pełniąc tę funkcję doprowadził między innymi do budowy nowej siedziby organizacji poza granicami Genewy, a także do wprowadzenia do programu letnich igrzysk olimpijskich koszykówki 3×3.
Od 2007 był członkiem Międzynarodowego Komitetu Olimpijskiego. W organizacji tej pracował w szeregu różnych komisji, między innymi związanych z przygotowaniami do kolejnych igrzysk czy oceną kandydatur do organizacji zawodów tej rangi. Działał również w innych organizacjach – między innymi w Międzynarodowej Radzie Arbitrażowej do spraw Sportu, czy Światowej Agencji Antydopingowej.
14 października 2018 w Buenos Aires w trakcie Letnich Igrzysk Olimpijskich Młodzieży 2018, mimo otrzymania natychmiastowej pomocy medycznej, zmarł nagle w wyniku zawału mięśnia sercowego. Osierocił żonę i dwójkę dzieci.
Pośmiertnie, w czerwcu 2019, został odznaczony Orderem Olimpijskim.